# مطلوع
مطلوع ويُعرف أيضًا بخبز الطاجين أو خبز الدار هو نوع من أنواع الخبز التقليدي أصله من الجزائر، إلا أنه يُستهلك كذلك في بقية دول المغرب العربي. يتميز المطلوع بلبه الكثيف والمغذي، حيث يمكن تناوله مع قليل من الحليب ليكون وجبة بسيطة للفقراء والأغنياء على حد سواء. يُحضّر المطلوع من السميد، خميرة الخبز، الملح، وَالماء، حيث يُضاف الماء تدريجيًا مع العجن المستمر للحصول على عجينة طرية. تُقسم العجينة إلى كرات صغيرة، تُفرد كل كرة للحصول على دائرة بارتفاع حوالي 1 سم، ثم تُترك لتتخمر قبل أن تُطهى على الطاجين من الجهتين حتى تصبح ذهبية اللون وجاهزة للتقديم.

## المعلومات الغذائية

خبز المطلوع

يحتوي المطلوع أو خبز الطاجين (حوالي 350 غ) على القيم الغذائية التالية:
- السعرات الحرارية: 596
- الدهون: 3 غ
- الدهون المشبعة: 1 غ
- الكوليسترول: 3 ملغ
- الكربوهيدرات: 122 غ
- البروتينات: 18 غ

## أنواع

#### وصفة المطلوع على الطريقة السطايفية
المكونات: سميد، خميرة، ملح، ماء.
يمكن استخدام الحليب بدل الماء حسب الرغبة. يُخلط السميد مع الملح والخميرة والماء (أو الحليب) ثم يُعجن جيداً حتى تتكون عجينة طرية. تُقسم العجينة إلى أقراص صغيرة تُبسط على شكل دوائر وتُترك لتتخمر. تُطهى الأقراص على طاجين خاص بالمطلوع حتى تصبح ذهبية اللون وجاهزة للتقديم.